# Gunnilbo kyrka
Gunnilbo kyrka är en kyrkobyggnad i Gunnilbo i Västerås stift. Kyrkan är församlingskyrka i Skinnskatteberg med Hed och Gunnilbo församling.

## Kyrkobyggnaden
Kyrkplatsen ligger i norra änden av ett flackt, uppodlat landskapsparti. En tidigare träkyrka på platsen var uppförd 1661- 70 (ca).
Nuvarande kyrka uppfördes åren 1825-1835, efter ritningar av Olof Sjöström. Byggmästare Sundin från Hedesunda ledde bygget. Den 4 oktober 1835 invigdes kyrkan.
Kyrkan omfattar långhus med kor i öster, rundad sakristia utanpå östra gaveln, samt västtorn. Väggarna består av gråsten och tegel. Fasaderna är spritputsade och har putsbrukets naturligt gråbruna färg, jämte vita, slätputsade band runt muröppningar och i hörn. Kyrkorummet täcks av ett putsat tunnvalv av spänd väv. 
En ombyggnad genomfördes åren 1885-1886 efter handlingar av arkitekt Gustaf Petterson. Kyrkorummets ursprungliga trägolv och bänkar avlägsnades. Istället göts ett cementgolv på vilket öppna bänkrader ställdes. Vid en inre renovering 1920-1921 försågs korväggen med en frescomålning av Olle Hjortzberg. 
Vid en renovering 1965-1966 revs betonggolvet och nya undergolv göts. Ovanpå mittgång och kor lades kalksten. Tidigare öppen bänkinredning ersattes med nuvarande sluten bänkinredning.  Altarets freskomålning av Hjortzberg  fick ett ändrat uttryck, genom att en rödflammig himmel bakom den korsfäste överströks med en neutral, vit färg.

## Inventarier
- Vid kyrkorummets norra sida finns en åttasidig predikstol som är samtida med kyrkan. Predikstolens marmoreringsmålning är gjord 1965-1966.
- I kyrkan förvaras ett exemplar av Gustav II Adolfs bibel från år 1651 samt ett exemplar av Karl XII:s bibel från 1703.
- En vinkanna är från 1698.

## Orgel
- Tidigare fanns en orgel byggd på 1700-talet men som på grund av takdropp i den gamla kyrkan blivit förstörd och ca. 1849 var i behov av reparation vilket Färna hade motsatt sig. Ca. 1866 beslöts om att en ny orgel måste anskaffas.
- 1869 byggde E. A. Setterquist, Örebro, en orgel med 10 stämmor fördelade på två lådor och bi-hangspedal. Även Oktavkoppel och spelkurs. Församlingen hade, efter laga beslut, beställt en 10-stämmig orgel med en manual och två lådor. Orgeln var ett särskilt oegennyttigt bygge av E. A. Setterquist där genom speciell anordning en en-manualig orgel med bi-hangspedal kunde omvandlas med hjälp av en avtrampningsinrättning, fås effekten av en två-manualig med särskild pedal. Detta då de två lådor som i sig hade olika stämmor i sig, användes för en särskild sammankoppling och ett par basstämmor leddes ner till bi-hangspedalen. Orgeln avsynades och godkändes i april 1869 av musikdirektör Johan Gustaf Nordvall, domkyrkoorganist i Västerås, som berömde arbetet och särskilt trumpetstämmans ljud.[1] Denna orgels bygge, blev en centralpunkt i det som kallats "Trasslet i Gunnilbo". En djupgående schism emellan fideikommissägare, präster och inspektor på ena sidan och församlingen och hemmansägare på den andra sidan angående Gunnilbos mångårige klockare och organist Fredrik August Ekström  som blev en slags slagpåse dem emellan emot och för. Huvudanstiftaren var fideikommissägaren till Färna bruk i Gunnilbo, Carl Johan von Hermansson (1795-1871), där denne några år tidigare försökt få in en av sina anställda på en tjänst som postexpeditör vid poststationen i Stjärnvik i Gunnilbo socken vilken tjänst Ekström även innehade sedan en del år och skött den väl. Ekström bestred detta och fick även uppbackning av församlingen och Ekström fick också Poststyrelsens beslut att fortsatt inneha den, dels för att Ekström var erfaren med hanteringen och dels att von H:s man inte hade det. Häremellan hände mycket saker där en i princip ren häxjakt mot Ekström pådrevs. Även orgelns tillkomst försöktes det sättas käppar i hjulen för där godkända ritningar av församlingen byttes ut mot andra av sämre mått. Så var nu då orgeln installerad i kyrkan april 1869. Nu kom nästa steg där von H. med sina medlöpare inlämnade i juni 1869 en ansökan till Consistorii (en kyrkligt hög inrättning) om en vikarierande organist istället för Ekström som de ansåg som gammal och inte kunde underhålla den nya orgeln. Även att han inte hade en riktig utbildning hos Musikaliska Akademien som organist. Consistorri avslog ansökan som blev överklagad hos majestätet men även uppe Hos kungliga maj:t gick det på samma linje. Under tiden så hade inte orgelbyggare Setterquist fått betalt för sin orgel vilket von H. från början lovat att ikläda sig. Därför lämnade inte orgelbyggaren ut nyckeln till orgeln som annars var ett bevis på avslutad affär. Vidare kunde också Setterquist intyga att Ekström visst kunde sköta orgelns underhåll efter sina instruktioner. Det framkom även att Ekström hade godkända betyg från Musikaliska Akademien redan 1842. Affären leddes nu så långt att nu von H. med en präst och andra ville sälja orgeln. Visserligen hade von H. och prästerna fler röster per man än vanliga allmogen baserat på den tidens röstsystem, men orgeln kunde inte säljas utan att alla godkände det.[2]

Disposition.
| Manual låda 1                    | Manual (II) låda 2             |
| -------------------------------- | ------------------------------ |
| Falcional 8"                     | Principal 8"                   |
| Rörflöjt 8"                      | Octava 4" och 2"               |
| Flöjt Octaviant 4"               | Flüte Harmonique 8"            |
| Borduna 16" (kopplad till pedal) | Trumpette 8"                   |
|                                  | Borduna 16"                    |
|                                  | Basun 16" (kopplad till pedal) |

## Bildgalleri

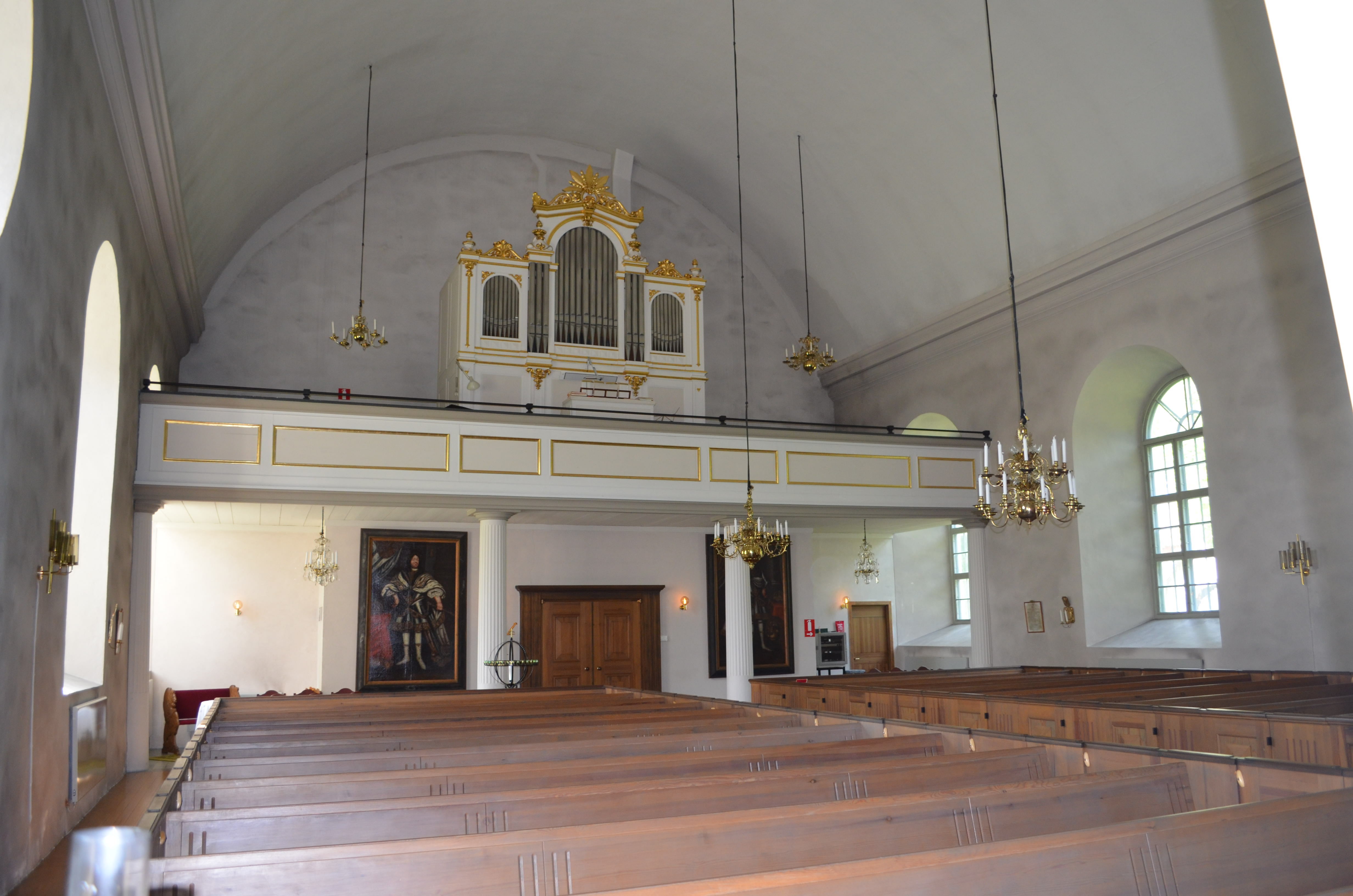
Gunnilbo kyrkas orgelläktare
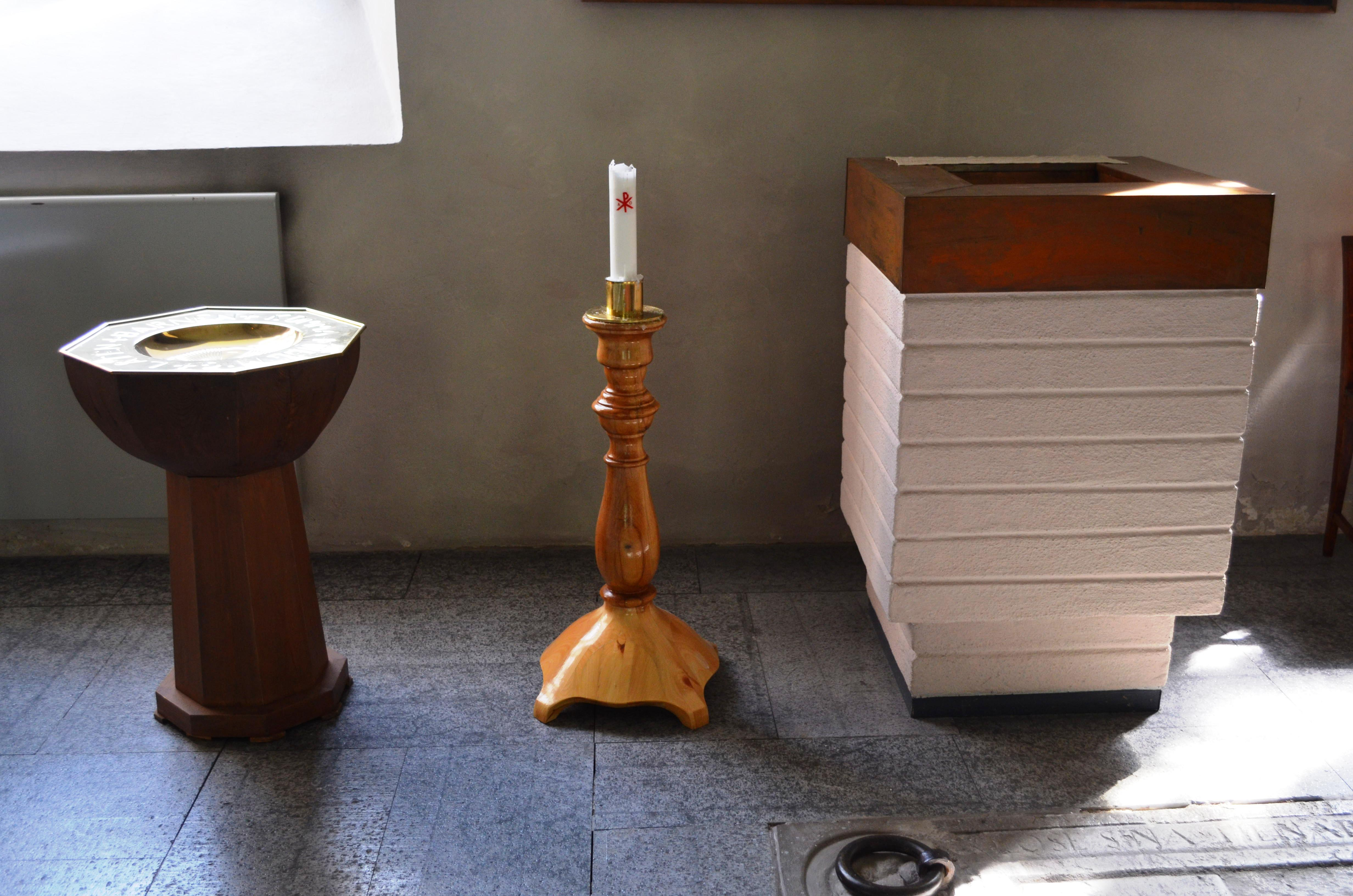
Gunnilbo kyrkas dopfunt
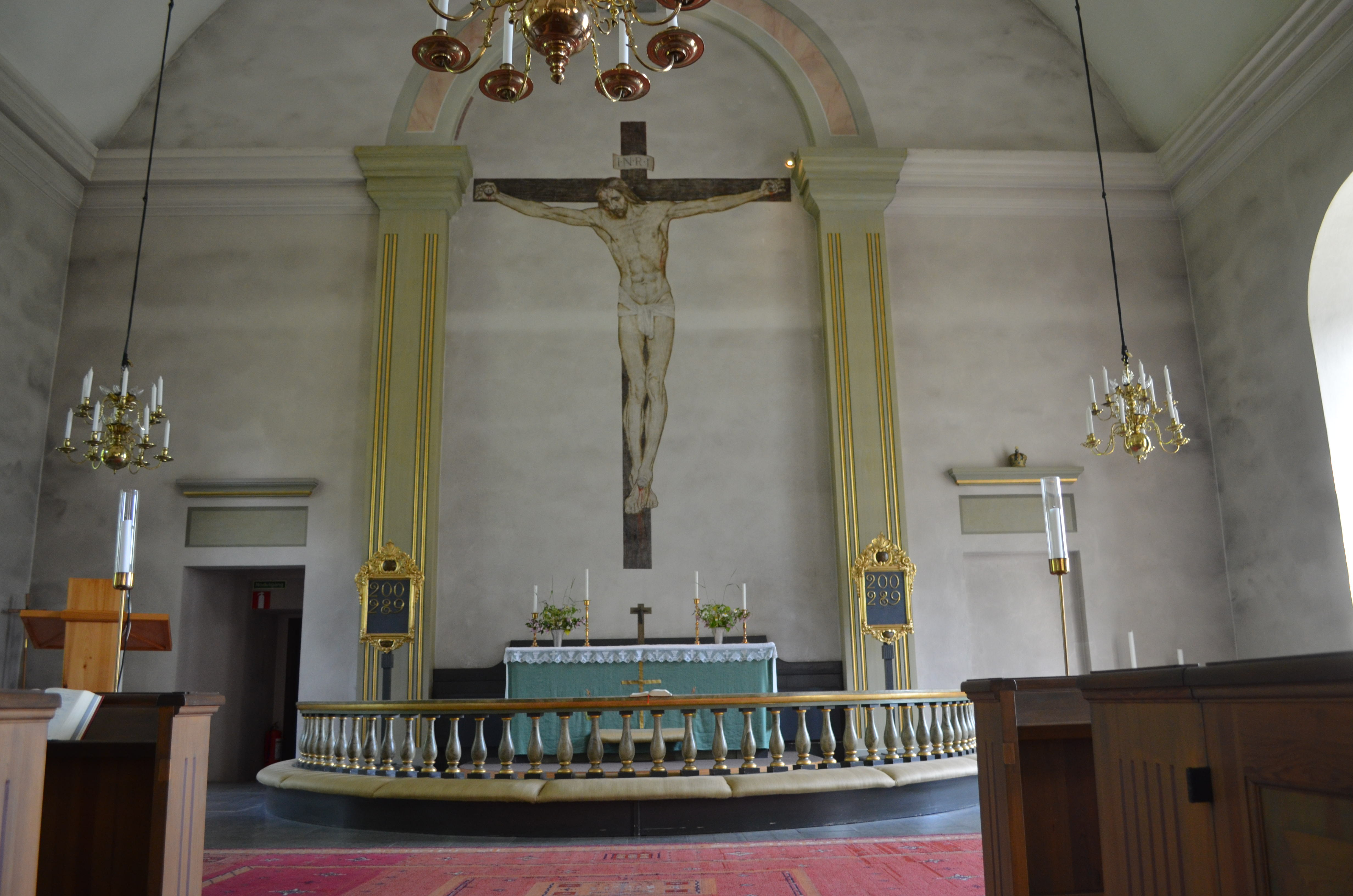
Gunnilbo kyrkas altare
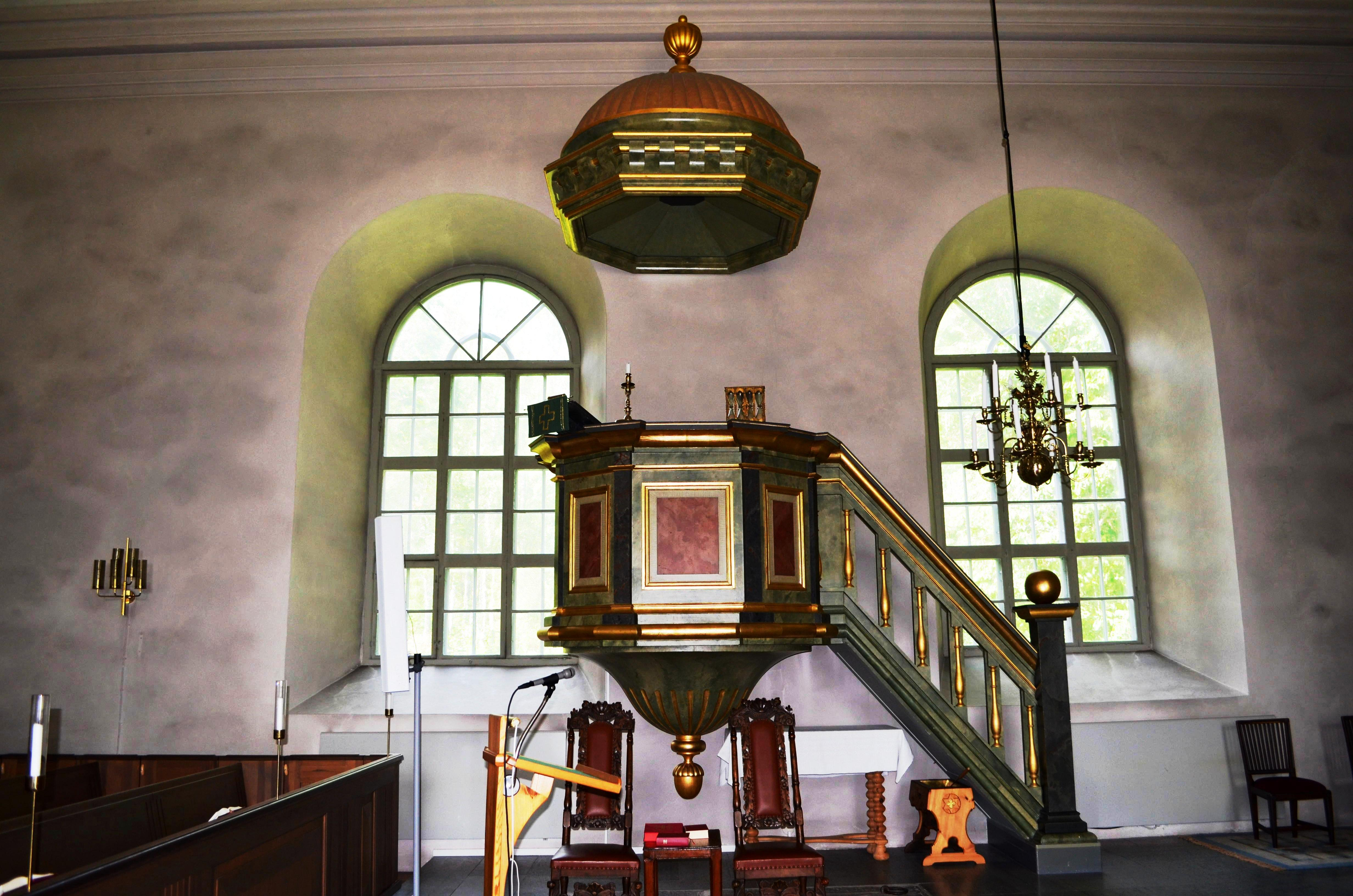
Gunnilbo kyrkas predikstol